# Graham Cross
Graham Frederick Cross (født 15. november 1943 i Leicester, England) er en engelsk tidligere fodboldspiller (forsvarer/midtbane).
Cross tilbragte størstedelen af sin karriere hos Leicester City i sin fødeby, hvor han er indehaver af klubbens kamprekord med hele 599 optrædener. Han var med til at vinde Liga Cuppen med klubben i 1964 og Charity Shield-trofæet i 1971. Senere spillede han blandt andet for Brighton og Preston.

## Titler
Football League Cup
- 1964 med Leicester City

Charity Shield
- 1971 med Leicester City